# Illa Szkuryn
Illa Siarhiejewicz Szkuryn (biał. Ілля Сяргеевіч Шкурын; ros. Илья Сергеевич Шкурин, Ilja Siergiejewicz Szkurin; ur. 17 sierpnia 1999 w Witebsku) – białoruski piłkarz występujący na pozycji napastnika w Legii Warszawa, w latach 2017–2019 młodzieżowy reprezentant Białorusi.

## Kariera klubowa

### FK Witebsk
Wychowanek akademii FK Witebsk z rodzinnego Witebska. W 2016 r. był testowany przez Dynamo Kijów, jednak wrócił do macierzystego klubu. W 2016 r. włączono go do kadry pierwszego zespołu, lecz grał w rezerwach. W pierwszej drużynie zadebiutował 23 lipca 2017 w meczu 1/8 finału Pucharu Białorusi z FK Słuckiem (0:0, k. 2:4), zmieniając w 87. minucie Antona Matwiejenkę. 29 lipca 2017 zadebiutował w lidze podczas domowego, zremisowanego 2:2, meczu 16. kolejki z Krumkaczy Mińsk, zmieniając Rafaela Ledesmę w 74. minucie. 5 sierpnia 2017 w wyjazdowym, wygranym 1:2, meczu z Dniaprem Mohylew pojawił się na boisku w 70. minucie, za Kiryła Wiarhiejczyka, a dwie minuty później strzelił swojego pierwszego gola w barwach pierwszej drużyny. We wrześniu 2017 r. złamał kość śródstopia, co wyłączyło go z gry do końca sezonu. Po kontuzji wrócił w czerwcu 2018 r., a występując w drugim zespole w 16 meczach zdobył 18 bramek. W styczniu 2019 r. rozwiązał umowę z Witebskiem.

### Eniergietyk-BDU
28 stycznia 2019 podpisał kontrakt ze stołecznym Eniergietykiem-BDU. Dla mińskiego klubu zadebiutował 31 marca 2019, w wyjazdowym, zremisowanym 0:0 meczu 1. kolejki z FK Słuck. W pierwszej połowie sezonu 2019 zwykle pełnił rolę zmiennika, grał także w drugiej drużynie, ale szybko wywalczył sobie miejsce w wyjściowym składzie pierwszej drużyny i stał się głównym napastnikiem. 11 maja 2019, w swoim pierwszym meczu w pełnym wymiarze czasowym, zdobył swoją pierwszą bramkę dla Studentów, podczas wyjazdowego, przegranego 1:2 meczu z Isłaczem. W prestiżowym meczu z FK Mińsk strzelił aż 4 bramki, a w innym meczu derbowym – z Dynamą Mińsk – zdobył hat tricka. Jedynym mińskim klubem przeciwko któremu nie zanotował bramki, ani asysty była Tarpieda. Łącznie w 26 meczach ligowych strzelił 19 goli i tym samym zdobył tytuł króla strzelców. Został również wybrany najlepszym zawodnikiem ligi.

### Dynama Brześć i CSKA Moskwa
8 stycznia 2020 mistrz Białorusi, Dynama Brześć ogłosiła, że Szkuryn będzie jej zawodnikiem, jednak już dzień później klub z Brześcia poinformował, że napastnik został sprzedany do rosyjskiego CSKA Moskwa. Z moskiewskim klubem podpisał cztero i półletni kontrakt. 29 lutego 2020 w domowym, zremisowanym 1:1 meczu 20. kolejki z Urałem Jekaterynburg, Szkuryn zadebiutował w nowym klubie, zmieniając w 73. minucie Ałana Dzagojewa. 15 sierpnia 2020, w domowym, wygranym 2:1 meczu z FK Tambow pojawił się na boisku w 27. minucie, za Ałana Dzagojewa i w 55. minucie strzelił swojego pierwszego gola w rosyjskiej lidze. Szkuryn przez cały okres pobytu w armijnym klubie nie zdołał wywalczyć regularnych występów na boisku.

### Wypożyczenie do Dynama Kijów
9 lipca 2021 został wypożyczony na okres jednego sezonu do Dynama Kijów. W białoruskich i rosyjskich mediach pojawiły się informacje, że wypożyczenie nie było jedynie efektem słabej formy sportowej, a zastraszaniem ze strony białoruskich służb i groźbami, m.in. deportacji.

### Wypożyczenie do Rakowa Częstochowa
W lutym 2022 r. został wypożyczony do końca roku do Rakowa Częstochowa z możliwością wykupu. Zadebiutował 19 marca 2022, wchodząc na boisko w 81. minucie spotkania z Legią Warszawa. Po rozegraniu jeszcze jednego meczu w sezonie 2021/22, 5 września 2022 odszedł z zespołu.

### Wypożyczenie do Maccabi Petach Tikwa
5 września 2022 zawiesił kontakt z CSKA Moskwa, korzystając z przepisów FIFA w związku z inwazją Rosji na Ukrainę i w trakcie sezonu 2022/23 przeszedł do izraelskiego Maccabi Petach Tikwa.

### Stal Mielec
5 lipca 2023 Stal Mielec ogłosiła, że Szkuryn zostanie jej nowym zawodnikiem na zasadzie wypożyczenia. W rundzie jesiennej rozegrał 20 spotkań: 18 w Ekstraklasie oraz 2 w Pucharze Polski. Podczas 18 meczów ligowych zdobył 8 goli oraz zaliczył 5 asyst. 8 stycznia 2024 Szkuryn podpisał kontrakt z klubem z Mielca obowiązujący do końca sezonu 2024/25. W sezonie 2023/24 został wicekrólem strzelców Ekstraklasy.

### Legia Warszawa
20 lutego 2025 trafił do Legii Warszawa za kwotę 1,5 mln €, podpisując umowę do 31 grudnia 2027. Otrzymał numer 17. Pierwszego gola w barwach „Wojskowych” zdobył 2 kwietnia 2025 w meczu 1/2 finału Pucharu Polski z Ruchem Chorzów na Stadionie Śląskim.

## Kariera reprezentacyjna
1 września 2017 zadebiutował w młodzieżowej reprezentacji Białorusi w meczu kwalifikacyjnym mistrzostw Europy 2019 przeciwko Grecji (0:2).
W 2019 r. białoruscy kibice zaczęli domagać się od selekcjonera Michaiła Marchiela powołania Szkuryna do kadry na mecze Ligi Narodów. W październiku 2019 r. Marchiel tłumaczył, że napastnik nie dostanie powołania, ponieważ najpierw musi sprawdzić się w drużynie młodzieżowej. Sprawa miała jednak drugie dno, ponieważ w czerwcu 2019 r. doszło do konfliktu między Marchielem, wówczas trenerem reprezentacji U-21, a Szkurynem.
14 sierpnia 2020, podczas protestów na Białorusi, Szkuryn opublikował na swoim koncie w serwisie Instagram post opatrzony zdjęciem człowieka z biało-czerwono-białą flagą, w którym napisał, iż odmawia gry w reprezentacji tak długo, dopóki prezydentem jest Aleksander Łukaszenka.

## Statystyki kariery
(Aktualne na 28 lutego 2022)
| Klub                | Sezon              | Liga               | Liga  | Liga   | Puchar kraju | Puchar kraju | Kontynentalne | Kontynentalne | Suma  | Suma   |
| Klub                | Sezon              | Liga               | Mecze | Bramki | Mecze        | Bramki       | Mecze         | Bramki        | Mecze | Bramki |
| ------------------- | ------------------ | ------------------ | ----- | ------ | ------------ | ------------ | ------------- | ------------- | ----- | ------ |
| FK Witebsk          | 2017               | Wyszejszaja liha   | 4     | 1      | 1            | 0            | –             | –             | 5     | 1      |
| FK Witebsk          | 2018               | Wyszejszaja liha   | 7     | 0      | 2            | 1            | –             | –             | 9     | 1      |
| FK Witebsk          | Łącznie            | Łącznie            | 11    | 1      | 3            | 1            | –             | –             | 14    | 2      |
| Eniergietyk-BDU     | 2019               | Wyszejszaja liha   | 26    | 19     | 2            | 2            | –             | –             | 28    | 21     |
| Dynama Brześć       | 2020               | Wyszejszaja liha   | –     | –      | –            | –            | –             | –             | –     | –      |
| CSKA Moskwa         | 2019/20            | Priemjer-Liga      | 4     | 0      | 1            | 0            | –             | –             | 5     | 0      |
| CSKA Moskwa         | 2020/21            | Priemjer-Liga      | 9     | 3      | 3            | 0            | 2             | 0             | 14    | 3      |
| CSKA Moskwa         | Łącznie            | Łącznie            | 13    | 3      | 4            | 0            | 2             | 0             | 19    | 3      |
| Dynamo Kijów (wyp.) | 2021/22            | Premier-liha       | 8     | 0      | 1            | 0            | 0             | 0             | 9     | 0      |
| Łącznie w karierze  | Łącznie w karierze | Łącznie w karierze | 58    | 23     | 10           | 3            | 2             | 0             | 70    | 26     |

## Sukcesy

### Klubowe
- Puchar Polskiː 2024/2025[32]
- Superpuchar Polski:  2025[33]

### Indywidualne
- Król strzelców Wyszejszajej Lihi: 2019 (19 goli)
- Napastnik sezonu Wyszejszajej Lihi: 2019
- Lista 22 najlepszych piłkarzy Wyszejszajej Lihi: 2019